# Caralluma edwardsiae
Caralluma edwardsiae är en oleanderväxtart som först beskrevs av M. Gilbert, och fick sitt nu gällande namn av Michael George Gilbert. Caralluma edwardsiae ingår i släktet Caralluma och familjen oleanderväxter. Inga underarter finns listade i Catalogue of Life.